# Ейвон (Юта)
Ейвон (англ. Avon) — переписна місцевість (CDP) в США, в окрузі Кеш штату Юта. Населення — 390 осіб (2020).

## Географія
Ейвон розташований за координатами 41°32′8″ пн. ш. 111°48′45″ зх. д. / 41.53556° пн. ш. 111.81250° зх. д. (41.535561, -111.812625).  За даними Бюро перепису населення США в 2010 році переписна місцевість мала площу 18,47 км², уся площа — суходіл.

## Демографія
Згідно з переписом 2010 року, у переписній місцевості мешкало 367 осіб у 109 домогосподарствах у складі 99 родин. Густота населення становила 20 осіб/км².  Було 116 помешкань (6/км²).
Расовий склад населення:
| - 96,2 % — білих - 0,8 % — азіатів - 1,9 % — осіб інших рас |

До двох чи більше рас належало 1,1 %. Частка іспаномовних становила 3,3 % від усіх жителів.
За віковим діапазоном населення розподілялося таким чином: 32,2 % — особи молодші 18 років, 57,7 % — особи у віці 18—64 років, 10,1 % — особи у віці 65 років та старші. Медіана віку мешканця становила 38,2 року. На 100 осіб жіночої статі у переписній місцевості припадало 98,4 чоловіків;  на 100 жінок у віці від 18 років та старших — 102,4 чоловіків також старших 18 років.
Середній дохід на одне домашнє господарство  становив 78 693 долари США (медіана — 67 917), а середній дохід на одну сім'ю — 79 878 доларів (медіана — 68 125). 
Цивільне працевлаштоване населення становило 142 особи. Основні галузі зайнятості: освіта, охорона здоров'я та соціальна допомога — 51,4 %, сільське господарство, лісництво, риболовля — 17,6 %, виробництво — 9,9 %, науковці, спеціалісти, менеджери — 7,7 %.